# Abram Room
Pour les articles homonymes, voir Room.
Abram Matveïevitch Room (en russe : Абрам Матвеевич Роом), né le 28 juin 1894 à Wilno, dans l'Empire russe (actuelle Vilnius, Lituanie) et mort le 26 juillet 1976  à Moscou (Union soviétique), est un réalisateur, scénariste, acteur et compositeur russe puis soviétique. Membre du PCUS depuis 1949.

## Biographie
Né à Wilno, Abram Room fait ses études à l'Institut psychoneurologique Bekhterev de Petrograd en 1914-1917, puis, à la faculté de médecine de l'Université Nikolaï Tchernychevski de Saratov en 1917-1922. Parallèlement, il débute comme journaliste et dramaturge, dirige le théâtre hébraïque de Wilno puis, en 1923, devient metteur en scène au théâtre de la Révolution à Moscou. Il enseigne à l'Institut national de la cinématographie en 1925-1934.
Il commence à tourner en 1924, rencontre un certain succès avec La Baie de la mort, réalisée d'après la nouvelle de Novikov-Priboï, dont l'histoire se déroule à bord d'un navire de guerre. En 1926, il réalise Trois dans un sous-sol, il demande à Nikolai Batalov d'y interpréter le rôle du mari. 
En 1936, les critiques sont assassines pour Le Jeune Homme sévère adapté de la pièce de théâtre éponyme de Iouri Olecha et valent au réalisateur son poste de maître de conférences à l'Institut de la cinématographie, alors que le film est interdit de projection. Il revient en grâce et reçoit le prix Staline pour l'Invasion réalisé en 1945, la même récompense est attribuée au Tribunal d'honneur sorti en 1948. On le nomme artiste du Peuple de la RSFSR en 1965. 
Ses deux films les plus connus sont Trois dans un sous-sol (1926), une comédie drôle et méchante, et Le Fantôme qui ne revient pas (1929) que Jean Mitry considère être comme un des grands films de la période. Dans ce film, d'après la nouvelle d'Henri Barbusse Le rendez-vous qui n'a pas eu lieu, Room se livre à des trésors d'ingéniosité pour mettre en scène l'enfermement carcéral. Son dernier film remonte à 1973.
Abram Room est inhumé au cimetière de la Présentation de Moscou.

## Filmographie
- 1924 : Que dit MOS ? (Что говорит "мос", сей отгадайте вопрос)
- 1924 : Chasse aux distillateurs clandestins / Tohu Bohu chez les bouilleurs de cru (Гонка за самогонкой)
- 1926 : La Baie de la mort (ru) (Бухта смерти)
- 1926 : Le Traître (ru) (Предатель)
- 1926 : Trois dans un sous-sol ou Ménage à trois (Третья Мещанская)
- 1927 : Les Juifs et la Terre (Еврей и земля)
- 1928 : Cahots (en) (Ухабы)
- 1929 : Le Fantôme qui ne revient pas (Привидение, которое не возвращается)
- 1930 : Un plan pour de grandes œuvres (en) (План великих работ) - documentaire
- 1933 : Les Criminels
- 1936 : Le Jeune Homme sévère (Строгий юноша)
- 1939 : L'Escadrille no 5 (ru) (Эскадрилья № 5)
- 1941 : Vent d'est (ru) (Ветер с востока)
- 1943 : Recueil de films de guerre n°13 (ru) (Боевой киносборник №13), segment Nos jeunes filles (Наши девушки)
- 1945 : L'Invasion (ru) (Нашествие)
- 1945 : Dans les montagnes de Yougoslavie (В горах Югославии)
- 1948 : Tribunal d'honneur (Суд чести)
- 1952 : L'École de la médisance (ru) (Школа злословия)
- 1953 : Poussière d’argent (ru) (Серебристая пыль)
- 1955 : Le Mystère de la nuit éternelle (Тайна вечной ночи), coréalisé avec Dmitri Vassiliev
- 1956 : Le cœur bat de nouveau (ru) (Сердце бьётся вновь…)
- 1964 : Le Bracelet de grenats (Гранатовый браслет), d'après la nouvelle d'Alexandre Kouprine (1911)
- 1969 : Fleurs tardives (Цветы запоздалые)
- 1971 : En avance sur son temps (Преждевременный человек)